# Рудка (Смотрицька селищна громада)
Ру́дка — село в Україні, у Смотрицькій селищній територіальній громаді Кам'янець-Подільського району Хмельницької області.

## Географія
Подільське село Рудка розкинулось на подільській височині в південно-західній частині України, за 34 кілометра автошляхами від міста Кам'янець-Подільський. Через село проходить автошлях територіального значення Т 2321. Село розташоване на річці Двоятинці.

### Клімат
Рудка знаходяться в межах вологого континентального клімату із теплим літом. Але діяльність людини досить часто призводить до екоциду, поганих змін та глобального потепління. Рівень наповнення річок водою по області становить лише 20 % від необхідного стандарту, значна частина земної поверхні стає посушливою. Для покращення ситуації варто було б проводити ревайлдинг, відновлювати екосистеми та лісові насадження.

## Перші згадки про село
- 1592 р. — Hryckow Nowy alias Rudynce — Кам'янецька земська книга — Село під назвою Рудинце (Rudynce) існує від кінця XVI ст. серед шляхетських маєтків Подільського воєводства і вперше згадується в Кам'янецькій земській книзі 1592 р.
- 1599 р. — Кам'янецька земська книга — вперше зустрічається сучасний варіант назви — Рудка (Rudka)
- 1615 р. — Люстрація — назва Рудка (Rudka) - Дійшли до нас всі три складені в XVII ст. люстрації Подільського воєводства — описи державних (королівських) маєтків (до останніх з різних причин люстрації відносили й деякі маєтки інших форм власності). Люстрація 1615 р. відома як скорочена копія та у витягах з неї, люстрація 1629 р.— як перелік маєтків і визначених з них доходів та в розгорнутому вигляді, але без кінцевої частини, люстрація 1665 р. — як копія з XVIII ст.
- 1629 р. — Люстрація — назва Рудка (Rudka)
- 1650 р. — карта Боплана Поділля — Село під назвою Rutka (Рутка) вперше з'являється на картах Боплана Поділля 1650 року (Delineatio specialis et accurata Ukrainae. Cum suis Palatinatibus ac Distictibq, Provincycq adiacentibus (Спеціальний і докладний план України разом з належними до неї воєводствами, округами та провінціями[недоступне посилання з липня 2019])), складених за результатами топографічної зйомки у 30—40 рр. XVII ст.
- 1665 р. — Люстрація — назва Рудка (Rudka)[1]
- 1681 р. — Кам'янецький дефтер — був результатом обстеження території Подільського воєводства турецькою адміністрацією. Він містить відомості про стан залюдненості у ній поселень (а також про доходи з тамтешніх землеволодінь). Перелік поселень у ньому наводиться відповідно до запровадженого Портою адміністративно-територіального поділу: ця територія на 1681 р. ділилася на Кам'янецький, Язловецький, Барський і Меджибізький санджаки, а ці, своєю чергою, — на нахії, яких було 19.[1]
- 1730 р. — побудована церква Архістратига Михаїла. Побудував греко-католицький священник Іван Корчинський.[2] Згідно метричної книги села священиком церкви був Ієрей Яків. Метрична книга 1739—1794 Файл:МЕТРИЧНА КНИЖКА 1730-1797.jpeg
- 1859 р. — Записана назва «Рутка» — 898—447 чоловіків, 451 — жінок, 256 дворів. Дерев'яна православна церква.[3]
- 1893 р. — «Сельские однокласные народные училища в уезде: Рудка — законоучитель священник Григорий Снегурский, учительница Марфа Варфоломеевна Янченко. Церковь относилась к III благочинному округу — священник Савва Шафранский.»[4]
- 1895 р. — «Рудка, с., Каменецкого уезда, Смотрической волости. 212 дворов. Житилей 966 д. об. пола. Отстоит от уездного города в 32 и 1/2 верстах и местонахождения Волостного правления в 8. Ближайшая почтовая станция (куда адресуется корреспонденция) — м. Тынна (8 в.); ближайшая земская станция — м. Смотрич (8 в.); ближ. железнодорожная станция — „Проскуров“ (57 и 3/4 в.); попутная к губернскому городу — с. Негин (12 и 1/2 в.). С. рудка находится в 4 стане, в 17 урядническом участке, в 6 уч. судебно-мирового округа (миров. судьи), во 2 уч. миров. посредника и в 3 уч. судебн. следователя.»[5]
- 1895 р. — священник Савва Шафранский[6]
- 1897 р. — всього 1488—745 чоловіків та 743 жінок, 908 православних та 578 римо-католиків.[7]
- 1898 р. — «Рудка, с., принадл. двор. Под. губ. Николаю Аристарховичу Доманскому (пр.). Влад. жит. в имении, почт, адр. — м. Смотрич. Всей земли в имении 1050 д., в том числе: усад. — 20 д., пахот., — 895 д., леса — 92 д., выгон. — 25 д. и неудоб. 18 д. Имение находится в аренде.»[8]
- 1901 р. — «Расположено на низменной местности между отлогостями косогоров и во всю длину разделяется речкой Двоятинкой, впадающей в Смотрич, на две половины, при чем огороды крестьян расположены по обеими сторонами речки. От почтовой станции Тынной в 7 верст. Местность в климатическом отношении в объщем здоровая, но весною, вследствии низменного местоположения села, в нем образуется большая грязь с вредными испарениями способствующих появлению эпедемических болезней. Народонаселение состоит из крестьян православного вереисповедания (м. 358, ж. 368) и католиков (м. 192, ж. 198). Главное занятие — хлебопашество, а безземельные крестьяне частью занимаются отхожими промыслами, частью ремеслами (ткачеством, сапожничеством, плотничеством), а частью покупкою садов и продажею фруктов. Почва- черноземная, а на гористых местах — суглинистая. Некогда село входило в состав Каменецкого старостата. В начале XVII в. оно было отдано Брацлавскому воеводе Якову Потоцкому вместе с м. Смотричем и др. в пятидесятилетнюю безплатную „державу“, а с 1768 г. оно делается собственностью Потоцких. Теперь имение находится во владении гр. Владимира Потоцкаго (151 д.) и Думанскаго Ник. Ар, (1221 д. куплены у Потоцкого в 1892 г.). Около 1730 г. в селе была построена церковь во имя св. Архангела Михаила вместо старого храма в честь Пресвятой Богородицы униатским священником Иваномь Корчинским и освячена Камянецким оффициалом Рымбалою. Эта существовавшая до самого последнего времени (до 1892 г.) церковь была трехкупольная, деревянная. Ныне уществующийв селе Рождество-Богородичный храм начаи постройкою, с благословения еп. Иустина, в 1885 г., а освящен в 1890 г. Этот храм-однокупольный, деревянный, с такою же при нем колокольнею. Иконостас — одноярусный, везантийско-русского стиля. Построена церковь на средства и старания прихожан и местного священника Саввы Шафранскаго: стоимость постройки около 10000 руб. Церк. земли: 1 д. 1506 с., пах. удобной 31 д. 300 с., неуд. 3 д. 192 с7, а всего 35 д. 1998 с. Дом для священника деревянный на церковной земле, построен частью на средства прихожан, а частью на средства священника местного, дом для псаломщика новый, деревянный6 построен в 1898 г. на суммы позем. збора. Церк.-прих. школа в приходе с 1873 г., и с 1890 г. помещается в собствен. здании.»[2]
- 1911 р. — Законоучитель священник Ник. Як. Сулковский, учитель — Ив. Кир. Полищук[9]
- 1914 р. — Доманский Николай Аристархович в 1914 помещ.-Каменец-Подольск.у. 1016 дес. с. Рудка Смотричской вол.
- 1917 -1920 рр. — Внаслідок поразки визвольних змагань, село надовго окуповане російсько-більшовицькими загарбниками.
- 1932–1933 рр. — Селяни села пережили голодомор.
- 1936-1937 рр. — Вбито осіб різних національностей і професій, багато людей було виселлено як сім'ї «ворогів народу».
- 1946-1947 рр. — Після завершення Другої світової війни мешканці села вчергове пережили голод.
- 1991 р. — Рудка в складі незалежної України.
- 2017 р. — Шляхом об'єднання сільських рад, село увійшло до складу Смотрицької селищної громади.[10] Об'єднання в громаду має створити умови для формування ефективної і відповідальної місцевої влади, яка зможе забезпечити комфортне та безпечне середовище для проживання людей.
- 2020 р. — В результаті адміністративно-територіальної реформи та ліквідації Дунаєвецького району, село увійшло до складу Кам'янець-Подільського району.[11]

## Свідчення очевидців голодомору 1930—1933 років
ВОЗНЮК Емілія Францівна, 1927 року народження, с. Рудка, Дунаєвецький район. Записала Бардецька Г. М., директор Рудського СБК, 23.02.2008 р.
«В 1933 році, коли почався голод, мені було всього 6 років. В людей забирали все. В нас тоже забрали: корову, коней, харчі, знайшли клуночок пшона і той забрали. Тато з мамою змушені були піти на роботу в радгосп (на Бевуз). Я із своєю двоюрідною сестрою також ходили на ту роботу з батьками, для того, щоб поїсти. Ми брали із собою порожні горнятка. Там у радгоспі батькам давали обідати, а мама з татом половину надливали нам у горнятка. А ми з сестрою трошки їли, решту залишали, бо в дома ще молодші братик і сестричка теж хотіли їсти. Навесні прожити було краще. Яке було смачне з липи листя. А бруньки з липи варили на окропі, як вермішель. Цвіт подорожника нарізали, їли з цукром, який по чуть давали в радгоспі батькам. Навесні також збирали мерзлу картоплю, перебирали і мама пекла пляцочки (паляниці). А ті, котрі їли лободу, від неї пухли. Багато в селі померло людей від голоду, особливо ті, хто не хотів вступати в колгосп.»
СІРА Любов Григорівна, 1927 року народження, с. Рудка, Дунаєвецький район.
«Тих люди, які не хотіли йти в колгосп, розкуркулювали, забирали все, що було в господарствах. В нас розшили верх в хаті, а сніпки позабирали на підводу і вивезли. В хаті в скрині зберігали одежину, але прийшли активісти села і забрали все із скрині, а я якось встигла непомітно вкрасти дві хустинки і вовняну верету, що і залишилося нам. Кругом витрясли все зерно, а трошки сховали в баночку, то Коваль Федосько таки її знайшов і забрав. Подушки забрала Саверка, яка теж була в бригаді активістів. Ми з братом ходили в поля по лободу, рвали в торбинки, а мама в дома вже варила. Так виживали. Коли дозрівало жито, то якось тихцем його рвали у полі, сушили і їли смажене зерно. Збирали пшеницю, терли і пекли пляцочки (паляниці). Коли в полі підростали бурячки, то ми з братом Іваном ходили в поля і рвали бурячиння, приносили до дому, а мама варила бурячанку. В селі також були люди, які за 20 копійок могли навести бригаду до тих, хто закопував на подвір'ї зерно. В нас таким чином перекопали все подвір'я, бо хтось їм сказав, що тато закопав зерно. А тим, хто пішов до колгоспу, то привозили по 2 безтарки, по безтарці (віз) зерна, так що ті люди жили краще і не так голодували.»
КОВАЛЬ Ольга Василівна, 1918 року народження, с. Рудка, Дунаєвецький район.
«Були страшні роки, дуже хотілося їсти. Мені тоді було 14 років. Люди пухли і вмирали з голоду. Щоб хоч чогось поїсти, рвали лободу, добавляли трошки гречки, а ще якусь полову і мама пекла пляцки (паляниці). Коли ходили в поле сапати кукурудзу, бо мали 6 га поля, то брали такий обід: пляцок, глечик з молоком і великий жмут зеленої цибулі. Вдома ми мали в господарстві корову, вівці, коні. Брат написав заяву, щоб вступити до колгоспу. Але мама плакала, тому брат пішов та й забрав заяву назад. Тоді бригада із Ковалем Федоськом прийшли і забрали все дощенту господарство і все, що було в горшках чи десь в закутках із харчів. За колоски, які були вкрадені у полі судили. Але ж люди старалися хоч скілька колосків сховати за пазуху, коли на полі жали чи в'язали урожай хліба. Лободу треба було шукати, бо люди переважно нею живилися.
Записала Бардецька Г. М., директор Рудського СБК, 23.02.2008 р.

## Мешканців села, що постраждали від Голодомору 1932—1933 років
| Андрушкевич Мотря Якимівна 1929 Білюк Лідія Юхимівна 1928 Блаута Станіслава Павлівна 14.10.27 Бомк Віра Захарівна 1922 Бомк Іван Іванович 02.10.25 Бомк Олена Миколаївна 01.11.31 Бугерко Євдокія Опанасівна 1919 Василівська Марія Францівна 1931 Василівська Станіслава Гнатівна 1926 Василівська Тетяна Герасимівна 1916 Вознюк Емілія Каспрівна 08.03.16 Вознюк Емілія Миколаївна 15.01.19 Вознюк Емілія Францівна 05.05.27 Вознюк Олена Федорівна 13.09.30 Вознюк Ольга Данилівна 1930 Вольська Ніна Мифодіївна 1922 Гарбузь Микола Микитович 10.07.26 Гарбузь Ніна Миколаївна 10.09.26 Грач Ольга Денисівна 1925 Грач Станіслав Якубович 22.01.21 | Дика Олена Петрівна 15.11.29 Дурицька Любов Степанівна 25.01.29 Загороднюк Калина Юхимівна 02.10.22 Зелінська Яніна Казимирівна 13.02.22 Кіс Ганна Омельянівна 1928 Коваль Ольга Василівна 27.03.18 Краковецька Целія Григорівна 1929 Курій Олексій Юхимович 1926 Міховська Віра Павлівна 07.10.30 Міховська Ольга Константинівна 1931 Міховський Аполлінарій Карпович 1930 Мороз Ніна Павлівна 07.11.27 Мушинська Ядвіга Михайлівна 1922 Осядла Леоніда Карпівна 09.08.27 Осядла Ніна Миколаївна 1918 Перендовська Леоніда Федорівна 1930 Попова Ольга Олексіївна 29.03.23 Райтаровська Ганна Луківна 1928 Райтаровська Люба Денисівна 09.12.29 РайтаровськаМарія Миколаївна 22.02.20 | Сіра Віра Василівна 04.12.24 Сіра Ганна Петрівна 12.12.26 Сіра Горпина Климентіївна 05.04.24 Сіра Емілія Павліна 28.10.29 Сіра Любов Григорівна 07.12.27 Сіра Марія Петрівна 14.06.30 Сіра Ніна Кирилівна 1929 Сірий Антон Павлович 15.03.29 Сірий Іван Данилович 06.11.19 Сосула Іван Григорович 1922 Становська Ганна Іванівна 1931 Стельмах Марія Данилівна 1924 Стельмах Ніна Трохимівна 05.12.30 Тамойко Лідія Опанасівна 1929 Тепла Ніна Володимирівна 07.10.29 Цвігун Зінаїда Денисівна 1917 Шендеровська Олександра Пилипівна 12.07.29 Янчішена Віра Андріївна 1924 Янчішена Ганна Петрівна 1927 |

## Уродженці села Рудка полеглі в період II-ї Світової Війни
9 квітня 1944 року чоловіків і села Рудка мобілізували до війська. Більшість із них загинули на теренах Польщі, при форсуванні річки Вісла, поховані у братських могилах і числяться у списках невідомих солдат або ж зниклими безвісти.
| №  | ПІП                                 | Дата народження | Дата смерті               | Причина вибуття         | Звання, посада | Місце служби                                                     | Дата та місце призову                                                                       | Місце загибелі | Місце перепоховання                                                                                      | Близький родич                                                   |
| -- | ----------------------------------- | --------------- | ------------------------- | ----------------------- | --- | ---------------------------------------------------------------- | ------------------------------------------------------------------------------------------- | --- | --- | ---------------------------------------------------------------- |
| 1  | Блаута Іван Йосипович               | 1912            | 20.06.44                  | Зник безвісти           | Червоноармієць, | 64122 ПП, 1031СП, 280 СД                                         | 09.04.1944 Смотрицький РВК                                                                  | | | Дружина — Блаута Ольга Іванівна                                  |
| 2  | Блаута Йосип Іванович               | 1912            | 22.02.45                  | Загинув                 | Червоноармієць, стрілець                                                                                               | штаб 326 сд                                                      | __.__.1944, Ананьевский РВК, УРСР, Одесская обл., Ананьевский р-н                           | Польща, Гданьске воєводство, Дершавский уїзд, г. Нойенбург, 3 км, західна окраіна села Бохмин | | Дружина — Блаута Матрьона Миколаївна                             |
| 3  | Боднар Леонід Іванович              | 1924            | 1.05.45                   | Зник безвісти           | Єфрейтор, телефоніст                                                                                                   | 1031СП, 280 СД                                                   | Смотрицький РВК                                                                             | Німеччина, Бранденбург | | Мати — Боднар Ульяна Іванівна                                    |
| 4  | Бомк Микола Васильович              | 1908            | 16.09.44                  | Загинув                 | Червоноармієць, стрілець, Нагороджений медаллю „За відвагу“                                                            | 1031СП, штаб 280СД                                               | 09.04.1944 Смотрицький РВК                                                                  | Польща, воєводство Кельце, Иваничский у., вост. окр. с. Янчица, мог.№ 12 (Janczyce) | Свентокшижское воеводство, д. Иваниска (Iwaniska) вул. Раковська (7 км від Janczyce)                     | Дружина Бомк Агафья Михайлівна                                   |
| 5  | Бомк Степан Захарович               | 1912            | 04.08.44                  | Загинув                 | Червоноармієць, стрілець,                                                                                              | 1031СП, штаб 280СД                                               | 09.04.1944 Смотрицький РВК                                                                  | Польща, Краковська обл., Сандомірський уїзд, село Собув, могила № 8 (східніше села і північніше від дороги на 60 метрів) | Меморіал Сандомір, вул. Міцкевича, Польща                                                                | Дружина- Бомк Ольга Федорівна                                    |
| 6  | Бугерко Йосип Ігнатович             | 1902            | 02.08.44                  | Зник безвісти           | Червоноармієць, стрілець, Нагороджений медаллю „За відвагу“                                                            | 1031СП, штаб 280СД                                               | 09.04.1944 Смотрицький РВК                                                                  | Польща, Краковська обл., Тарнобжекский повіт, село Собув. Найімовірніше за все міг загинути (потонути) в районі села Собув при форсуванні Вісли. | | Дружина — Бугерко Ольга Семенівна                                |
| 7  | Бухарський Василий Степанович       | 1892            | 02.08.44                  | Помер від ран           | Сержант | 256 СП                                                           | 09.04.1944 Смотрицький РВК                                                                  | Станіслав, тепер Івано-Франківськ, південна окраїна, нове кладовище, мог. № 10 | Можливо, перепохований на центральну братську могилу у Івано-Франківську                                 | Дружина — Бухарська Лукреція Михайлівна                          |
| 8  | Васілєвський Антон Іванович         | 1920            | 12.08.44                  | Зник безвісти           | Червоноармієць, стрілець                                                                                               | 317 сд                                                           | 09.04.1944 Смотрицький РВК                                                                  | 12 серпня 1944 року в районі села Ровня (Рівня) на висоті 925,0 Перегинського району Станіславської області (нині Івано-Франківська область) один із підрозділів попав в оточення, пробиваючи кільце противники, виходячи з оточення при перевірці особового складу і при наступних пошуках, був відсутній серед убитих та поранених» Командир 761 стрілецького полку Графський та начальник штабу майор Макіянц.(Нині Івано-Франківська обл) | | Дружина — Василівська Ольга Семенівна                            |
| 9  | Васілєвський Михайло Іванович       | 1911            | 15.07.44                  | Загинув                 | Кулеметник | 129 Гв. сд                                                       | Смотрицький РВК                                                                             | могила № 1 південна окраїна села Осташівці, Зборівський район, Тернопольскої області | | Дружина — Василівська Тетяна Герасимівна                         |
| 10 | Васілєвський Микола Іванович        | 1918            | 24.02.45                  | Помер від ран           | Єфрейтор | 1035СП, 280СД                                                    | __.04.1944 Смотрицький РВК                                                                  | Німеччина, Нижня Силезія, м. Тейплітц, північно-західна окраїна, біля цвинтаря, могила № 22 (нині Польща, Tuplice) | Польща, м. Жагань, вул. Кожуховська, права сторона (348—230) або ліва сторона (348—229), (Zagan)         | Дружина — Васілєвська Надія Марковна                             |
| 11 | Войцехівський Іван Каспрович        | 1905            | 18.01.45                  | Загинув                 | Червоноармієць, стрілець                                                                                               | 302 сд                                                           | 09.04.1944 Смотрицький РВК                                                                  | Польща, Келецьке воев., пов. Меховський, с. Прешевиці, на загальному цвинтарі (Proszowice) | | Дружина — Войцехівська Феодоля Давидівна                         |
| 12 | Врублєвський Йосип Іванович         | 1906            | 30.04.45                  | Загинув                 | Червоноармієць, стрілець                                                                                               | 10 Гв. танк. корп. 49 Гв. МСБр. 10 Гв. ТУЛДК 3 МСБ, ПП22151      | 09.04.1944 Смотрицький РВК                                                                  | Ліс південно-західніше села Ней на острові Венезее, поблизу Берліна. Нині Wannsee, Berlin | | Дружина — Врублєвська Юлія Антонівна                             |
| 13 | Горбатюк Броніслав Войткович        | 1921            | 16.01.45                  | Загинув                 | Рядовий, номер станкового кулемета                                                                                     | 49 механізов. бр.                                                | __.04.1944 Смотрицький РВК                                                                  | В могилі південна окраїна села Бобжа, Кельценське воєводство, Польща (Bobrza) | вул. Зігмунта Кваса, Кельце, Польща                                                                      | Дружина — Горбатюк Мілія Казимирівна                             |
| 14 | Гриб Василій Кіндратович            | 1910            | 22.10.44                  | Помер від ран           | Червоноармієць, стрілець                                                                                               | ПЭП XIII армии зап. направления                                  | __.__.1944 Смотрицький РВК                                                                  | могила № 68 3-й з південної сторони, с. Наджевица Сандомирского повета Тарнобжегского в-ва (Niedzwice) | Меморіал Сандомір, вул. Міцкевича, Польща                                                                | Дружина — Гриб Марія Яківлівна                                   |
| 15 | Дроздовський Борис Вікентійович     | 1917            | 16.04.45                  | Загинув                 | Молодший сержант, командир стрілецького підрозділу                                                                     | 336 сд                                                           | Кировский РВК, Новосибирская обл., г. Новосибирск, Кировский р-н                            | Похований у селі Штейберсдорф (Hnevosice, Чехія), Ратіборського р-ну, братська могила в 100 метрах від шосе, могила 6 зліва | Перепохований на дивізійне кладовище. Могила номер 8                                                     | Дружина — Мателенко Ганна Тарасівна                              |
| 16 | Кіс Аноменер Денисович              | 1924            | 10.1944                   | Зник безвісти           | | п/п 03592 «Б»                                                    | Смотрицький РВК                                                                             | | | Мати — Кос Тетяна Д                                              |
| 17 | Кіс Іван Якович                     | 1914            | 04.1945                   | Зник безвісти           | Гвардії молодший сержант, Нагороджений Орденом «Слави III ступеню» та медаллю «За відвагу»                             | 325 сп 129 СД                                                    | 09.04.1944 Смотрицький РВК                                                                  | Катовицкое воеводство, Водзислав Спенски, ул. Таргова-ул. Взгуже | | Дружина — Кіс Просковья Захарівна                                |
| 18 | Кіс Іван Дмитрович                  | 1908            | 06.1944                   | Зник безвісти           | Червоноармієць, рядовий                                                                                                | п/п 48491"Ф"                                                     | __.04.1944 Смотрицький РВК                                                                  | Письмовий зв'язок припинився 16.04.1944 | | Дружина — Кос Ганна Ігнатівна                                    |
| 19 | Кинаш Іван Дмитрович                | 1915            | 07.1941                   | Зник безвісти           | мл. политрук | Головне Политическое Управение Рабоче-Крестьянской Красной Армии |                                                                                             | | | Дружина — Кинаш Дарина Олексіївна (Одеська обл. с. Анастасіївка) |
| 20 | Кинаш Іван Кирилович                | 1921            | 29.03.1945                | Загинув                 | Гвардія старшина, командир зенітної гармати, зенітник Медаль «За оборону Москви», медаль «За відвагу»                  | 1 Гв. механизир. корпус 1699 зен. АП                             | __.09.1940, Красногвардейский РВК, Украинская ССР, г. Днепропетровск, Красногвардейский р-н | місце поховання Угорщина, південно-західна окраїна села Цірак (Cirak) | Перепохований, ймовірно діло угорського червоного хреста № Beledre 806/ 82                               | Брат — Кинаш Василь Кирилович                                    |
| 21 | Кинаш Федір Сергійович              | 1900            | 11.1944                   | Зник безвісти           | | п/п 57233                                                        | __.04.1944 Смотрицький РВК                                                                  | Останній лист прийшов 12.10.1944 | | Дружина — Кинаш Тетяна Василівна                                 |
| 22 | Коваль Степан Іванович              | 1911            | 16.07.1944                | Загинув                 | Рядовий | 10 Гв. Арм. 317 Гв. ИПТАБКП                                      | 1944 Смотрицький РВК                                                                        | південна-східна окраїна села Осташівці, Зборівський район, Тернопільської області | | Дружина — Коваль Ольга Василівна                                 |
| 23 | Козяр Андрій Дмитрович              | 1913            | 22.06.1941                | Загинув (Зник безвісти) | | учет вк 9784 с.                                                  | _.05.1940 Смотрицький РВК                                                                   | | | Дружина — Козяр Олена Василівна                                  |
| 24 | Кольчус Йосип Францевич             | 1914            | 10.03.1945                | Загинув                 | Гвардії рядовий стрілець                                                                                               | 14 Гв. сд                                                        | 22.01.1945, полевой ВК                                                                      | Германия, Нижняя Силезия, Штригау р-н, с. Люсинь (Lusina, Польща), центр села | Меморіал г. Шреда Шленска, ул. Цментарна (Środa Śląska)Польща                                            | Кольчус — Марія Андріївна                                        |
| 25 | Кольчус Павло Степанович            | 1909            | 04.08.1944                | Зник безвісти           | Молодший сержант, командир підрозділу                                                                                  | 1031СП, штаб 280СД                                               | 09.04.1944 Смотрицький РВК                                                                  | Найімовірніше за все міг загинути (потонути) в районі села Собув при форсуванні Вісли. | | Дружина — Кольчус Надія Іванівна                                 |
| 26 | Кольчус Пилип Степанович            | 1915            | 04.1945                   | Зник безвісти           | | п/п 16671 «К» 1031СП 280 сд                                      | 1944 Смотрицький РВК                                                                        | Останнє листування 10.03.1945 | | Дружина — Кольчус Шура Констатинівна                             |
| 27 | Кудрій Григорій Васильович          | 1910            | 01.06.1944                | Помер від хвороби       | Червоноармієць, стрілець                                                                                               | 547 сп 127 сд                                                    | Смотрицький РВК                                                                             | виразка дванадцятипалої кишки, місце поховання Тернопільська область, село Вербівці, Теребовлявського району (Тарнопольска обл, Будановский р-н, с. Вежбовец) | | Дружина — Кудрій Антоніна Іванівна                               |
| 28 | Курій Антон Гаврилович              | 1923            | 03.1944                   | Зник безвісти           | Рядовий | п/п 43738"В"                                                     | __.__.1940 Пятихатский РВК, Днепропетровская обл.                                           | Останнє листування 20.01.1944 | | Батько — Курій Гаврило Іванович                                  |
| 29 | Курій Йосип Васильович              | 1904            | 10.10.1944                | Помер від ран           | Червоноармієць, кулеметник, нагороджений орденом «Червоної зірки»                                                      | 547 сп 127 сд                                                    | Смотрицький РВК                                                                             | Кросновский р-н, с. Тшцани, Польща | Меморіал — вул. Поштова, Дукля, Підкарпатське воєвоство, Польща                                          | Дружина — Курій Леоніда Дмитрівна                                |
| 30 | Левченко Констянтин Іванович        | 1921            | 21.01.1945                | Загинув                 | Старший сержант | 112 сд 196 отдельная развед рота                                 | Керчянский ГВК                                                                              | Германія, Силезія, м. Манкіруц, Мангшуц (Mondschütz (deu)Mojęcice (pol) | Меморіал в м. Волув, вул. 1-го травня, (Wolow, біля Вроцлава, Польща) або Кживы Волув                    | Мати — Божко Ганна Іванівна                                      |
| 31 | Лещук Федір Франкович               | 1896            | 26.07.1944                | Загинув                 | Червоноармієць, стрілець                                                                                               | 147 сд 640 спб 5-та стрілецька рота                              | __.04.1944 Смотрицький РВК                                                                  | Південіши окраїни села Комарів Галчського району Станіславсбкої (Івано-Франківської області) | | Дружина — Лящук Франка Андріївна                                 |
| 32 | Лящук Микола Матвійович             | 1910            | 01.05.1945                | Загинув                 | Піднощик | 64122ПП, 1031СП, 280СД                                           | Смотрицький РВК                                                                             | Германия, Бранденбург, Луккенвальде край, с. Готтов, юго-западная окраина Gottow, Luckenwalde | | Дружина — Лящук Марія Аксентіївна                                |
| 33 | Матковський Сигізмунд Ігнатович     | 1907            | 18.07.1944                | Загинув                 | Червоноармієць, стрілець                                                                                               | 8 сд                                                             | __.__.1944, Проскуровский РВК                                                               | Украинская ССР, Станиславская обл., Печенежинский р-н, п.г.т. Печенежин (Печеніжин, Коломийського р-ну, Івано-Франківська обл) | | Дружина — Гусар Владіслава Казимирівна                           |
| 34 | Місько Антон Пилипович              | 1908            | 06.1945                   | Зник безвісти           | Червоноармієць |                                                                  | 06.04.1940 Смотричский РВК                                                                  | Листування припинилося 14 березня 1945 року | | Мати — Місько Філька Андріївна                                   |
| 35 | Місько Володимир Андрійович         | 1908            | 09.1944                   | Зник безвісти           | Червоноармієць | п/п 41476                                                        | __.04.1944 Смотрицький РВК                                                                  | Листування припинилося 15 липня 1944 року | | Дружина — Місько Ганна Миколаївна                                |
| 36 | Міховський Карп Павлович            | 1904            | 05.08.1944                | Загинув                 | Червоноармієць, стрілець                                                                                               | 1031СП, штаб 280СД                                               | 09.04.1944 Смотрицький РВК                                                                  | Польща, Краковська обл., Сандомірський уїзд, село Собув, могила № 6 (східніше села і північніше від дороги на 60 метрів) | Меморіал Сандомір, вул. Міцкевича, Польща                                                                | Дружина — Міховська Мотря Іванівна                               |
| 37 | Молодівський Федір Пантелеймонович  | 1903            | 08.1944                   | Зник безвісти           | | п/п 48491 317 СД, 761 СП, 1-й батальйон                          | 09.04.1944 Смотрицький РВК                                                                  | Листування припинилося 1 травня 1944 року | | Дружина — Молодівська Дарина Ігнатівна                           |
| 38 | Осядлий Броніслав Павлович          | 1904            | 04.08.1944                | Загинув                 | Червоноармієць, стрілець                                                                                               | 64122ПП, 1031СП, штаб 280СД                                      | 09.04.1944 Смотрицький РВК                                                                  | Польща, Краковська обл., Сандомірський уїзд, село Собув, могила № 8 (східніше села і північніше від дороги на 60 метрів) | Меморіал Сандомір, вул. Міцкевича, Польща                                                                | Дружина — Осядла Ольга Федорівна                                 |
| 39 | Осядлий Василій Юхимович            | 1922            | 05.08.1944                | Загинув                 | Червоноармієць, радист                                                                                                 | 45877ПП, 1033СП, штаб 280СД                                      | 1944 Смотрицький РВК                                                                        | Північна окраїна станції Собув Тарнобжегського району Краковського воєводства | Меморіал Сандомір, вул. Міцкевича, Польща                                                                | Мати — Осядла Єфросинія Михайлівна                               |
| 40 | Осядлий Михайло Іванович            | 1923            | 26.03.1944                | Загинув                 | Рядовий | 95 Гв. сд                                                        | 08.10.1943, Кременчугский РВК                                                               | Одесская обл., Первомайский р-н, с. Чаусово, южная окраина, правый берег р. Буг | | Мати — Осядла Ольга Петрівна                                     |
| 41 | Підлісний Павло Сергійович          | 1904            | 10.1944                   | Зник безвісти           | |                                                                  | 09.04.1944 Смотрицький РВК                                                                  | | | Дружина — Підлісна Мотря Василівна                               |
| 42 | Підлісний Петро Григорович          | 1900            | 19.04.1945                | Помер вид ран           | Червоноармієць, стрілець                                                                                               | 1031СП, 280СД                                                    | 09.04.1944 Смотрицький РВК                                                                  | Травматичний шок середньої важкості. Германия, Саксония, с. Дубруцке, восточная окраина, могила № 30 | | Підлісна Анастасія Федорівна                                     |
| 43 | Підлісний Тимофій Сергійович        | 1907            | 30.01.1943                | Зник безвісти           | | 52 отд. стрелк. бр.                                              |                                                                                             | Ростовская обл., Сальский р-н, х. Каменный | |                                                                  |
| 44 | Плавінський Іван Анатолійович       | 1899            | 23.08.1944                | Загинув                 | Червоноармієць, стрілець                                                                                               | 1031СП, штаб 280СД                                               | 09.04.1944 Смотрицький РВК                                                                  | могила № 8 — східна окраїна села Доброціце, Сандомірського повіту, Краківського воєводства, Польща | Меморіал Сандомір, вул. Міцкевича, Польща                                                                | Дочка — Плавінська Наталія Василівна                             |
| 45 | Перендовський Олександр Олексійович | 1919            | 30.11.1942                | Помер від ран           | Старший лейтенант, начальник штаба батальйону                                                                          | 57 Арм. 91 Гв. МП                                                | Смотрицький РВК                                                                             | Сталинградская обл., Краснослободский р-н, с. Кривуша, кладбище, могила № 36 | |                                                                  |
| 46 | Перець Іван Павлович                | 1908            | 08.1944                   | Зник безвісти           | Червоноармієць, рядовий                                                                                                |                                                                  | __.__.1944 Смотрицький РВК                                                                  | Листування припинилось в липні 1944 року | | Брат — Перець Микола Павлович                                    |
| 47 | Піхотько Станіслав Францевич        | 1922            | 07.08.1944                | Помер від ран           | Хімік | 64122ПП, 1031СП, штаб 280СД                                      | 09.04.1944 Смотрицький РВК                                                                  | могила № 68, село Езерко, Тарнобжегского району, Польща | Меморіал Сандомір, вул. Міцкевича, Польща                                                                | Батько — Піхотько Франц Кузьмич, Мати — Піхотко Марія            |
| 48 | Райтаровський Іван Іванович         | 1902            | 03.09.1944                | Загинув                 | Червоноармієць, стрілець                                                                                               | 1033 СП, штаб 280СД                                              | 09.04.1944 Смотрицький РВК                                                                  | в центрі села Вшахув (Wszachow), Опатувського уїзду, Кельцевське в-ва, Польща | Свентоксшиское воеводство, Опатув, ул. Цментарна.                                                        | Дружина — Райтаровська Марія Дорофіївна                          |
| 49 | Савіцький Вячеслав Апполонович      | 1915            | 28.09.1944                | Засуджений              | Червоноармієць, путієць                                                                                                | 1 Прибалтийский фр. 8 ВТДБ 6 ЖАБ                                 | Ново-Лялинский РВК, Свердловская обл.                                                       | Засуджений військовим трибуналом залізничних військ до позбавлення волі строком на 8 років, позбавленням прав на 4 роки і з позбавленням майна. | | Дружина — Савіцька Федося Петрівна (м. Нова Ляля)                |
| 50 | Сварнік Микола Дорофійович          | 27.01.1923      | 13.06.1942                |                         | | 79 СБр                                                           |                                                                                             | Попав у полон у Севастополі. Перебував у таборі Болград. | |                                                                  |
| 51 | Сірий Антон Антонович               | 1921            | 26.01.1942                | Загинув у полоні        | Рядовий | 879 сп                                                           |                                                                                             | Белорусская ССР, Минская обл., д. Масюковщина, шталаг 352 Белорусская ССР, Минская обл., д. Масюковщина | Осколкове поранення лівого стегна з подрібненням кістки. Помер 26.01.1942 від зараження крові.           |                                                                  |
| 52 | Сірий Віктор Іванович               | 1904            | 12.08.1944                | Зник безвісти           | Червоноармієць, стрілець                                                                                               | 317 сд                                                           | 09.04.1944 Смотрицький РВК                                                                  | 12 серпня 1944 року в районі села Ровня (Рівня) на висоті 925,0 Перегинського району Станіславської області (нині Івано-Франківська область) один із підрозділів попав в оточення, пробиваючи кільце противники, виходячи з оточення при перевірці особового складу і при наступних пошуках, був відсутній серед убитих та поранених" Командир 761 стрілецького полку Графський та начальник штабу майор Макіянц.(Нині Івано-Франківська обл) | | Дружина — Сіра Анастасія Федорівна                               |
| 53 | Сірий Іван Давидович                | 1922            | 09.1941                   | Зник безвісти           | Лейтенант, командир стрілецького взводу                                                                                | Белорусский фронт 685 СП 193 СД (742 сп 164 сд)                  | В Червоній Армії з лютого 1940 року                                                         | Місце вибуття — Смоленська область. Холостий. Освіта загальна 10 класів. Військова — Бердичівське піхотне училище. У вересні 1941 року у складі колишнього ЮЗФ попав в оточення разом з частиною. З оточення на територію фронту не виходив, частина розформована. Вважається безвісти пропавшим. | | Батько — Сірий Давид Матвійович                                  |
| 54 | Сірий Іван Павлович                 | 1925            | 20.07.1944                | Загинув                 | Молодший сержант, наводчик, член ВЛКСМ                                                                                 | 1010 артилерійський полк 241 сд                                  | Смотрицький РВК                                                                             | 500 ментрів на схід окраїна села Окопи Зборівського району Тарнопольської області | Можливо сучасне село Вільшанка Зборівсьго району Тернопільської обл., тому як частина цього дня була там | Батька — Сірий Павло Севасянович                                 |
| 55 | Сірий Іван Сергійович               | 1924            | 06.08.1944                | Загинув                 | Молодший сержант, хімік інструктор, нагороджений орденом «Вітчизняна війна першого ступеню» посмертно                  | 1031СП, 280 СД                                                   | 09.04.1944 Смотрицький РВК                                                                  | В 20:00 06.08.1944 група хіміків, у якій був мл. сержант Сірий, поставила димову завісу на імітуючій переправі р. Вісла, прийнявши на себе щільний артилерійсько-мінометний обстріл супротивника. | | Мати — Сіра Марія Омельянівна                                    |
| 56 | Слободян Михайло Романович          | 1909            | 04.11.1942                | Загинув                 | Червоноармієць, санітар-носильщик                                                                                      | 13 Гв. ОЛСД                                                      | Новоград-Волынский ГВК                                                                      | Загинув при нальоті ворожої авіації 4.11.1942. Похований — північна окраїна колгосп «Красного Октября Красно-Слободского района Сталинградской области» | Братська могила — Поселок Великий Октябрь, Среднеахтубинского райтона, Волгоградской области, Россия     | Дружина — Слободян Ніна Константинівна (Ново-Волинськ)           |
| 57 | Сорокатий Микола Леонтійович        | 1908            | 06.08.1944                | Загинув                 | Червоноармієць, стрілець                                                                                               | 224 СП 162 сд                                                    | Смотрицький РВК                                                                             | Польща, Північно-східна окраїна села Сулішув (Suliszow) Сандомірського повіту, келецького воєводства, Могила № 1 | Меморіал Сандомір, вул. Міцкевича, Польща                                                                | Дружина — Сороката Марія Павлівна                                |
| 58 | Сорокатий Моісей Леонтійович        | 1902            | 02.08.1944                | Помер від ран           | Рядовий, стрілець | 547 СП                                                           | __.__.1944 Смотрицький РВК                                                                  | Поранений у груди. Помер від ран. Похований могила № 1 місто Ходорів Дрогобицької обл (Львівська обл) | | Дружина — Сороката Пелагея Іванівна                              |
| 59 | Стельмах Анатолій Константинович    | 1919            | 26.06.1944                | Загинув                 | Старший сержант, розвідник, нагороджений медаллю «За бойові заслуги», орденом «Вітчизняної війни II ступеню» посмертно | 47 сп 15 сд 29 ск ЦентрФ                                         | Бузулукский РВК, Чкаловская обл.                                                            | Південно-західніше 1,5 ка села Петровичі, Паричського району, Поліської області (нині Світлогорський район) | Братська могила, Село Чернін, Світлогорського району, Гомельської області, Білорусь                      | Сестра — Стельмах Антоніда Константинівна                        |
| 60 | Стельмах Станіслав Павлович         | 1909            | 14.08.1944                | Загинув                 | Рядовий, номер гармати, 4 батарея, 117 гв. а. п.                                                                       | 118 сд                                                           | 13.04.1944, Тираспольский РВК                                                               | Польща, д. Жаново вост.50м Келецького в-ва | м. Кельце, вул. Зігмунта Кваса Могила № 12                                                               | Дружина — Стельмах Євгенія Кирилівна                             |
| 61 | Стельмах Яків Кирилович             | 1907            | 04.08.1944                | Загинув                 | Червоноармієць, стрілець                                                                                               | 64122ПП, 1031СП, штаб 280 сд                                     | 09.04.1944 Смотрицький РВК                                                                  | Польща, Краковська обл., Сандомірський уїзд, село Собув, могила № 7 (східніше села і північніше від дороги на 60 метрів) | Меморіал Сандомір, вул. Міцкевича, Польща                                                                | Дружина — Стельмах Марія Василівна                               |
| 62 | Тамойко Опанас Олексійович          | 1901            | 13.05.1944                | Загинув                 | Червоноармієць, стрілець                                                                                               | 317 сд 761 сп                                                    | 09.04.1944 Смотрицький РВК                                                                  | с. Великий Ключів, кладовище східна окраїна села, Коломийського району, станіславської області (нині Івано-Франківська) | Братська могила, Печеніжин, Коломийського району, Івано-Франківської області                             | Дружина — Тамойко Марія Григорівна (Зеленче)                     |
| 63 | Тамойко Василій Іванович            | 1916            | 03.08.1944                | Помер від ран           | Червоноармієць, ряядовий                                                                                               | 812 СП                                                           | Смотрицький РВК                                                                             | 22.07.44 Осколкове поранення лівої сідниці. 03.08.44 помер від правця. Похований в с. Чистилів, Тернопільської області | Перепохований у братську могилу в селі Плотнича, Тернопільський район                                    | Дружина — Тамойко Ганна Антонівна                                |
| 64 | Теплий Анатолій Нікіфорович         | 1920            | 06.1941                   | Зник безвісти           | Командир танкової роти                                                                                                 | 5-й танковий полк 3-ї танкової дивізії                           | 1938 Смотрицький РВК                                                                        | Листування припинилось 13 червня 1941 року, закінчив курси лейтенантів в Ленінградській області | | Мати — Тепла Ірина Михайлівна                                    |
| 65 | Токарчук Нікіфор Іванович           | 1904            | 04.1945                   | Зник безвісти           | Червоноармієць, стрілець, нагороджений медаллю «За відвагу»                                                            | ПП16671"К", 1031СП, 280СД                                        | 09.04.1944 Смотрицький РВК                                                                  | | | Дружина — Токарчук Степанида Дмитрівна                           |
| 66 | Цурський Іван Карпович              | 1918            | 12.03.1945                | Помер від ран           | Червоноармієць, стрілець                                                                                               | 121 Гв. сд 340 гв сп, ПП15367                                    | 15.02.1944 Смотрицький РВК                                                                  | Польща, Вроцлавское воев., с. Шенберг, могила № 42, 1 ряд, 1 з півдня (на лісовій галявині північніше села Шигбер за 100 метрів від озера, Германия (Селище Schönberg нині именуется Będźmierowice Бендзмеровіце) | советское военное кладбище в м. Czersk Черск м. Черск, ул. Хойницька, Польща                             | Батько — Цурський Олексій Карпович                               |
| 67 | Шарук Михайло Якович                | 1901            | 18.01.1945                | Загинув                 | Червоноармієць, стрілець                                                                                               | 51 сд                                                            | 09.04.1944 Смотрицький РВК                                                                  | Восточная Пруссия, Кенигсбергский окр., Мельзакский р-н, д. Тольксдорф (Tolkiny, Польща) | Варминьско-Мазурское воев. г. Гижицко, ул. Монюшки, Польща                                               | Дружина — Шарук Катерина Олександрівна                           |
| 68 | Чоп Прокіп Омельянович              | 1918            | 05.05.1945                | Загинув                 | Рядовий, Санінструктор                                                                                                 | 13 сд                                                            | __.__.1945, 167 ФЗСП                                                                        | Польща, Опольське воєв., с. Штригендорф, квадрат 6012, південна окраїна, на початку дороги Штригендорф (Strzegow) — Кюшмальц (Kobiela) | Меморіал м. Ключборк, вул. Опольська, Польща                                                             | Дружина — Чоп Олена Тимофіївна                                   |
| 69 | Шкваринський Віктор Антонович       | 1925            | 28.04.1945 аьо 30.04.1945 |                         | Сержант | 317 сд                                                           | __.04.1944 Смотрицький РВК                                                                  | Чехословаччина, Моравія, північно-східна окраїна м. Брно-Гусовіце, міське кладовище, 200 м від церкви, братська могила № 5 | Перепохований у м. Брно, Чехія в братську могилу на центральному кладовищі № 56Ц (Brno)                  | Дружина — Шкваринська Галина Федорівна                           |
| 70 | Янчишин Іван Олексійович            | 1910            | 28.01.1945                | Загинув                 | Червоноармієць, стрілець                                                                                               | ПП64122, 1031СП, 280СД                                           | 09.04.1944 Смотрицький РВК                                                                  | північно-західна окраїна села Лейбусдорф, Німеччина (нині Lubiaz, Польща) | Меморіал в м. Волув, вул. 1-го травня, (Wolow, біля Вроцлава, Польща)                                    | Дружина — Янчишина Февронія Степанівна                           |

## Нагороджені воїни II-ї Світової Війни
Бомк Микола Васильович (1908-16.09.1944) — загинув. Первинне місце поховання воеводство Кельце, Иваничский у., вост. окр. с. Янчица, мог.N 12.. Перепохований у Тарнобжегское воеводство, Сандомеж, ул. Мицкевича. Нагороджений медаллю «За відвагу».
Бугерко Дмитро Климентійович (1919 р.н.) — Нагороджений медаллю «За відвагу»
Бугерко Василь Трофимович (1906 р.н.) — спочатку числився у списку зниклих безвісти, пізніше знайдений. Нагороджений медаллю «За відвагу»
Кіс Іван Якович (1914-04.1945) — ймовірно 17.04.1945 загинув. Похований на меморіалі — Катовицкое воеводство, Водзислав Спенски, ул. Таргова-ул. Взгуже. Нагороджений Орденом «Слави III ступеню» та медаллю «За відвагу»
Курій Йосип Васильович — Нагороджений орденом «Червоної зірки»
Кинаш Василий Кириллович (1909) — Медаль «За бойові заслуги», медаль «За відвагу»
Кинаш Іван Кирилович (1921-29.03.1945) — загинув. Первинне місце поховання Угорщина, південно-західна околиця села Цірак. Перепохований, ймовірно діло угорського червоного хреста № Beledre 806/ 82
Кинаш Федор Степанович — Медаллю «За відвагу», медаллю " Медаллю «За бойові заслуги»
Сірий Іван Сергійович
Стельмах Анатолій Константинович
Токарчук Нікіфор Іванович (1904-04.1945)

## Населення
За переписом населення України 2001 року в селі мешкало 851 особа.
Згідно перепису 2015 року в селі мешкало 663 особи, населення села скоротилось на 22,09 % порівняно зі 2001 роком.

### Мова
У селі поширені західноподільська говірка та південноподільська говірка, що відносяться до подільського говору, який належить до південно-західного наріччя.
Розподіл населення за рідною мовою за даними перепису 2001 року:
| Мова       | Відсоток |
| ---------- | -------- |
| українська | 99,19 %  |
| російська  | 0,70 %   |
| молдавська | 0,12 %   |

## Релігія
- Костел Доброго Пастиря (РКЦ)

## Топографічні карти
PODOLIA PALATINUS — Бопланівська карта Поділля.
Amsterdam, Covens & Mortier, 1720-41.Атлас України.
Карта з атласу Речі Посполитої XVI—XVII століть на Землі Руські (Rudka)
Генеральна карта Подільської губернії 1821 р.
Польська карта 1929 р. М 1:300 000 
Карта Подільської Губернії 1898 р.

## Архівні фонди

### Центральний державний історичний архів України, м. Київ (ЦДІАК України)
1739—1794 рр.. — Фонд 224 Опис 1 Справа 1101, 257 стр. — Метрична книга церкви Святого Архангела Михаїла с. Рудка Кам'янецького повіту Подільського Воєводства
1848 р. — Фонд 442 Опись 1 т. 5 Дело 7653 — Дело о покушении на самоубийство однодворца с. Рудки Каменецкого уезда Подольской губ. Витковского после убийства им своей жены. 1848г. 11 листов

### Державний архів Хмельницької області, м. Хмельницький
Свято-Михайлівська церква 1799—1906 рр. (с. Рудка, Кам'янецького пов., Смотрицької вол., Подільська духовна консисторія)
Народження, Шлюб, Смерть:
- 1799: ф. 315, оп. 1, спр. 6753;
- 1806: ф. 315, оп. 1, спр. 6864;
- 1807: ф. 315, оп. 1, спр. 6883;
- 1812: ф. 315, оп. 1, спр. 6959;
- 1827: ф. 315, оп. 1, спр. 7295;
- 1841: ф. 315, оп. 1, спр. 7570;
- 1858: ф. 315, оп. 1, спр. 8457;
- 1859: ф. 315, оп. 1, спр. 8356;
- 1869: ф. 315, оп. 1, спр. 8829;
- 1885: ф. 315, оп. 1, спр. 12378;
- 1905—1906: ф. 18, оп. 1, спр. 295

Сповідальні відомості:
- 1819: ф. 315, оп. 1, спр. 7059;
- 1844: ф. 315, оп. 1, спр. 7709;
- 1866: ф. 315, оп. 1, спр. 8738[14]

Смотрицький костьол 1840—1914 рр. (м-ко Смотрич, Зіньковецький деканат)
(м-ко Чемерівці; села: Юрківці Бережанської вол.; Бережанка, Свіршківці Бережанської вол.; Вишнівчик, Завадівка Купинської вол.; Ріпинці Орининської вол.; Антонівка, Вовкотруби, Грицьків, Гута Нова, Гута Стара, Криничани, Михівка, Рудка, Слобідка Смотрицька, Смотричівка Смотрицької вол.; Цикова, Чорна Циківської вол. Кам'янецького пов)
Народження, Шлюб, Смерть:
- 1841: ф. 685, оп. 4, спр. 73;
- 1842: ф. 685, оп. 3, спр. 90;
- 1845: ф. 685, оп. 4, спр. 37;
- 1848: ф. 685, оп. 4, спр. 175;
- 1852: ф. 17, оп. 1, спр. 429;
- 1853: ф. 685, оп. 3, спр. 133;
- 1870: ф. 83, оп. 1, спр. 2;
- 1871: ф. 83, оп. 1, спр. 3;
- 1872: ф. 83, оп. 1, спр. 4;
- 1873: ф. 83, оп. 1, спр. 5;
- 1874: ф. 685, оп. 2, спр. 932;
- 1875: ф. 685, оп. 6, спр. 13;
- 1876: ф. 685, оп. 6, спр. 16;
- 1877: ф. 685, оп. 6, спр. 19;
- 1878: ф. 685, оп. 6, спр. 23;
- 1879: ф. 685, оп. 6, спр. 27;
- 1880: ф. 685, оп. 6, спр. 32;
- 1881—1890: ф. 17, оп. 1, спр. 430;
- 1891: ф. 685, оп. 2, спр. 933;
- 1892—1901: ф. 17, оп. 1, спр. 433;
- 1914: ф. 685, оп. 2, спр. 934.[15]